# Fazakerley
Fazakerley är en stadsdel i Liverpool, i distriktet Liverpool, i grevskapet Merseyside, i England. Ward hade 16 374 invånare år 2021. Fazakerley var en civil parish från 1866 till 1922 då den blev en del av Liverpool. Civil parish hade 6 055 invånare år 1921.